# 国道25号 (芬兰)
芬兰国道25号（芬蘭語：Valtatie 25）是一条西南至东北方向从芬兰最南边的城市汉科经拉塞博里、洛赫亚、维赫蒂、努爾米耶爾維、许温凯到曼采莱的公路。同延续至波尔沃的主干道55号一起，它们形成环绕首都地区的一条交通纽带，人称大赫尔辛基地区的最外围的一条环路，或称5环路。国道25号长171公里，主干道55号约为35公里。
国道25号对于汉科港口的卡车运输尤其重要，而其延长线主干道55号则对位于波尔沃的炼油厂特别重要。

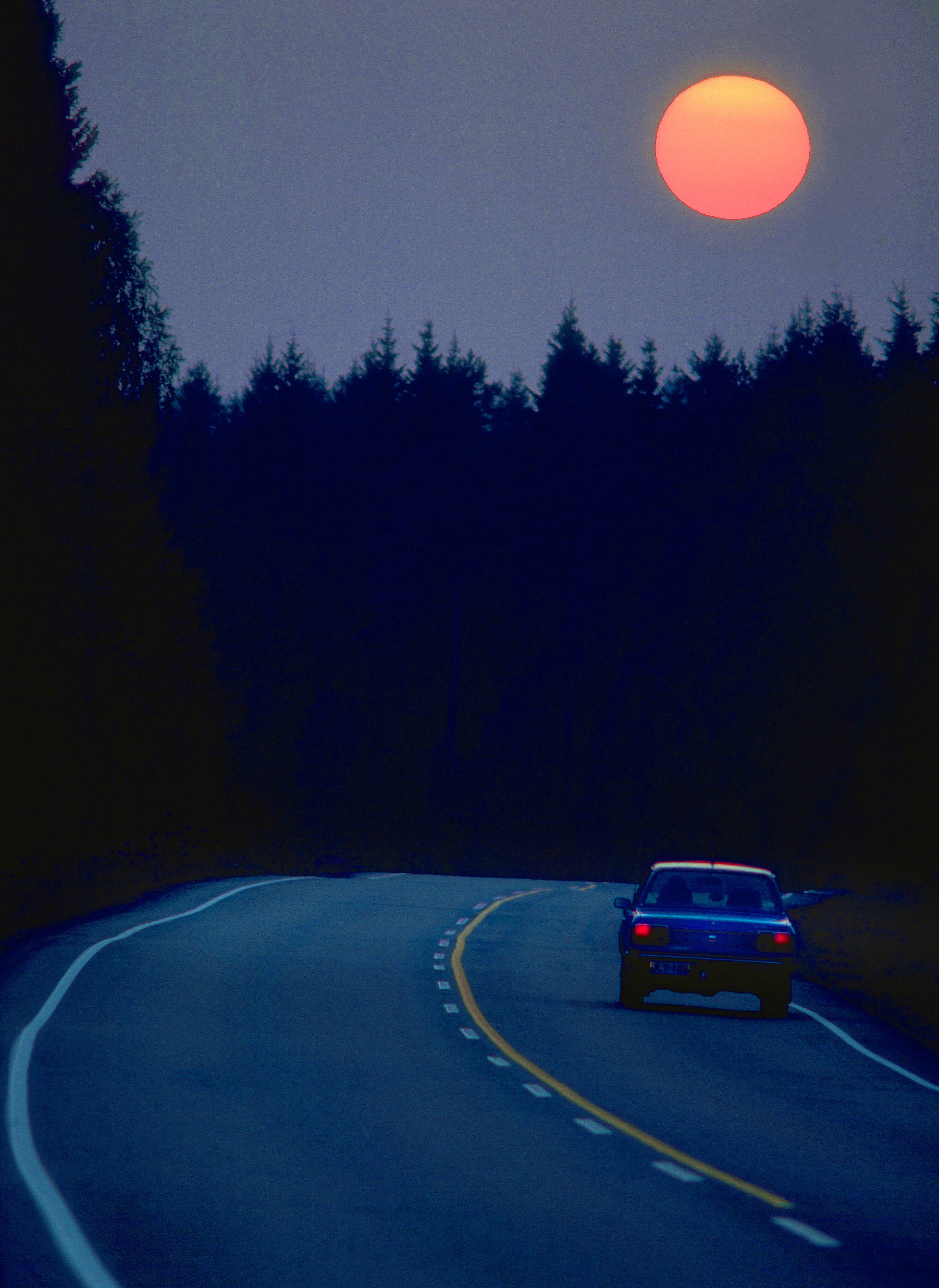
太阳西沉时的国道25号（摄于1990年代初期）。